# Philereme subductata
Philereme subductata là một loài bướm đêm trong họ Geometridae.